# Lituiforminiudinae
Lituiforminiudinae es una subfamilia de foraminíferos bentónicos  de la Familia Ammodiscoidea, de la Superfamilia Ammodiscoidea, del Suborden Ammodiscina y del Orden Astrorhizida. Su rango cronoestratigráfico abarca el Holoceno.

## Discusión
Clasificaciones previas incluían Lituiforminiudinae en el Suborden Textulariina del Orden Textulariida. Otras clasificaciones han incluido Lituiforminiudinae en la Familia Tolypamminidae.

## Clasificación
Lituiforminiudinae incluye a los siguientes géneros:
- Lituiforminoides, también considerada en la Familia Lituotubidae
- Psammonyx, también considerada en la Subfamilia Ammovolumminae